# Joshua Lederberg
Joshua Lederberg (rođen u Montclair, New Jersey, 23. svibnja, 1925. – 2. veljače 2008.) bio je američki molekularni biolog, koji je poznat po svom radu na području genetika, umjetne inteligencije, istraživanju svemira. Godine 1958. dobio je pola Nobelove nagrade za fiziologiju ili medicinu za svoje istraživanje genske strukture i funkcije mikroorganizama. Te godine, drugu polovicu nagrade su podijelili Edward Lawrie Tatum i George Wells Beadle. 

## Vanjske poveznice
- Nobel - životopis